# Idol on Quiz
Idol on Quiz (en coreano: 퀴즈 위의 아이돌) es un programa televisivo de preguntas y respuestas de Corea del Sur que se emite en KBS2. A menudo cuenta con la participación de idols coreanos nativos y globales de varios grupos como invitados.
El 6 de noviembre de 2020, se confirmó que Jung Hyung-don dejará el programa tras el episodio del 21 de noviembre debido a su pausa. Kim Jong-min, originalmente un invitado fijo del programa, sustituirá temporalmente a Jung como copresentador junto a Jang Sung-kyu. Se informó de que las últimas grabaciones del programa se completaron el 11 de noviembre, y el programa concluyó el 5 de diciembre.

## Horarios de emisión
| Fecha de emisión                               | Tiempo de emisión          |
| ---------------------------------------------- | -------------------------- |
| 30 de julio de 2020 – 28 de septiembre de 2020 | Lunes a las 8:30 PM KST    |
| 10 de octubre de 2020 – 5 de diciembre de 2020 | Sábados a las 11:30 AM KST |

## Elenco

### Anfitriones
| Nombre                | Episodios |
| --------------------- | --------- |
| Jang Sung-kyu         | 1–20      |
| Kim Jong-min (Koyote) | 19–20     |
| Jung Hyung-don        | 1–18      |

### Senior-dols
| Nombre                | Episodios       |
| Invitados fijos       | Invitados fijos |
| --------------------- | --------------- |
| Nichkhun (2PM)        | 7–20            |
| Kangnam               | 7–20            |
| Yoon Bo-mi (Apink)    | 7–14            |
| Kim Jong-min (Koyote) | 7–18            |
| Invitados especiales  |                 |
| Inseong (SF9)         | 15–16           |
| Yubin                 | 17–20           |
| Andy (Shinhwa)        | 19–20           |

## Resumen
En cada episodio, los invitados se encuentran en dos equipos y realizan tres rondas de concursos (dos rondas desde el episodio 7). El equipo con más puntos acumulados gana, y el dinero del premio se donará, a nombre del equipo ganador, a la beca (proporcionada por el Instituto Rey Sejong) que ayuda a las personas de fuera de Corea del Sur que estudian la lengua y la cultura coreanas.

### Concursos actuales
| Nombre de concurso    | Descripción |
| --------------------- | --- |
| Idol Exploding        | - También conocido como "Choose One of Two". - Cada equipo elige una serie de preguntas y un miembro responderá a una pregunta eligiendo una opción de las dos dadas, cortando el cable amarillo o azul que representa las opciones. - El proceso continúa hasta que un miembro responda mal a su pregunta. El equipo terminará su ronda y las bombas explotarán. - Cada respuesta correcta consigue 10 puntos para el equipo. - Cada equipo intentará dos conjuntos de preguntas. - En la parte final del juego, los MCs irán cada uno por el doble de los puntos de sus respectivos equipos para esta ronda cuando la pregunta sea contestada correctamente. - Como Juego 1 a partir del episodio 5.                                                         |
| Idol Leaning Back     | - También conocido como "Choose One of Three". - Ambos equipos enviarán a un miembro para que responda a una pregunta que consta de tres opciones (una respuesta correcta y dos incorrectas). - Ambos miembros elegirán una respuesta sentándose en la silla roja, amarilla o azul, pero ambos no pueden elegir la misma silla. - Si uno de los miembros obtiene la respuesta correcta, obtendrá 20 puntos para el equipo, y continuará respondiendo a la siguiente pregunta. - Si uno o ambos miembros han escogido la(s) respuesta(s) incorrecta(s), serán castigados con la inclinación de la(s) silla(s) hacia atrás, y serán eliminados. - El juego termina cuando un equipo tiene todos sus miembros eliminados. - Como Juego 2 a partir del episodio 7. |
| Dance Recipe          | - Se dicen cinco niveles de descripciones detalladas, paso a paso, de un baile. - En cualquier nivel, un concursante puede intentar responder el título correcto de la canción, su cantante y hacer el movimiento de baile. - Originalmente entre los Juegos 2 y 3, actualmente como pre-juego 1, para que los equipos luchen por el derecho a elegir al MC primero. |
| Idol Above Consonants | - Prueba de consonantes de supervivencia (versión de términos normales o versión de letras de canciones). - Cuando sólo queden 2 concursantes, cada uno dirá un término hasta que uno de ellos no pueda decir un término o haya dicho un término incorrecto, el concursante que no lo haya hecho gana la batalla. - 8 concursantes → 6 → 4 → 3 → 2 → 1 ganador final - Como Juego 2 para los episodios 1-6, antes de ser sustituido por Idol Leaning Back. - Regresó como pre-juego 2, para que los equipos luchen por el derecho a empezar el juego 2 primero. |
| Idol Above Speed      | - Tiempo limitado de 20 preguntas rápidas con los anfitriones, la prueba termina cuando el personaje es alcanzado (o cuando las 20 preguntas son contestadas con éxito) - Cuando se explica a un miembro que no sabe la respuesta, el equipo puede pasar al miembro y dejar que el siguiente miembro intente responder. - Mejor de tres rondas - 1ª ronda: Los MCs explican a sus respectivos equipos. - 2ª (y 3ª) ronda: Un miembro del equipo explica al resto de los miembros, y sólo se puede utilizar una oportunidad de MC. - Como Juego 1 para los episodios 1-4, antes de ser sustituido por Idol Exploding. - Vuelve como pre-juego 2, para que los equipos luchen por el derecho a empezar el juego 2 primero.                                       |

### Concursos anteriores
| Nombre de concurso         | Descripción |
| -------------------------- | --- |
| Idol Above Speed           | - Tiempo limitado de 20 preguntas rápidas con los anfitriones, la prueba termina cuando el personaje es alcanzado (o cuando las 20 preguntas son contestadas con éxito). - Cuando se explica a un miembro que no sabe la respuesta, el equipo puede pasar al miembro y dejar que el siguiente miembro intente responder. - Mejor de tres rondas - 1ª ronda: Los MCs explican a sus respectivos equipos. - 2ª (y 3ª) ronda: Un miembro del equipo explica al resto de los miembros, y sólo se puede utilizar una oportunidad de MC. - Como Juego 1 en los episodios 1-4, antes de ser sustituido por Idol Exploding. |
| Idol Above Correct Answers | - Encontrar las palabras clave correctas. - Sólo un aspirante de cada equipo representará a su equipo en esta ronda. - Si el aspirante de un equipo no elige la palabra clave incorrecta a lo largo de la partida, el total de puntos ganados por el equipo en la ronda se duplicará. - Como Juego 3 para los episodios 1-6. |

## Episodios
- En los índices que aparecen a continuación, el más alto del programa estará en rojo y el más bajo será en azul.

### 2020
| Ep. | Fecha de emisión | Invitado (s)                                                              | Invitado (s)                                                                           | Equipo ganador (Puntuación Final) | Índices (Nielsen Corea)(Nacional)  |
| Ep. | Fecha de emisión | Dirigido por Jang Sung-kyu                                                | Dirigido por Jung Hyung-don                                                            | Equipo ganador (Puntuación Final) | Índices (Nielsen Corea)(Nacional)  |
| --- | ---------------- | ------------------------------------------------------------------------- | -------------------------------------------------------------------------------------- | --------------------------------- | ---------------------------------- |
| 1   | 20 de julio      | Good Boys Seventeen (Joshua, Jun, Hoshi, DK)                              | Oath of the Peach Garden Seventeen (The8, Seungkwan, Vernon, Dino)                     | Good Boys (350:210)               | 1.6%                               |
| 2   | 27 de julio      | PentaB BtoB (Seo Eun-kwang, Peniel), Pentagon (Yuto, Kino)                | Cube Girl CLC (Sorn, Jang Ye-eun), (G)I-DLE (Soojin, Yuqi)                             | Ningún ganador (150:150)          | 1.3%                               |
| 3   | 3 de agosto      | Stray Kids (Bang Chan, Lee Know, Hyunjin, Felix)                          | The Boyz (Jacob, Juyeon, Kevin, New)                                                   | Stray Kids (180:80)               | 0.9%                               |
| 4   | 10 de agosto     | Oh My Girl (Hyojung, Mimi, Seunghee, Binnie)                              | GFriend (Yerin, Eunha, Yuju, Umji)                                                     | Oh My Girl (130:80)               | 1.7%                               |
| 5   | 17 de agosto     | Eunji Team Apink (Jung Eun-ji, Kim Nam-joo), Weeekly (Lee Soo-jin, Jihan) | Bomi Team Apink (Yoon Bo-mi, Oh Ha-young), Victon (Byungchan, Subin)                   | Bomi Team (250:250)               | 1.3%                               |
| 6   | 24 de agosto     | April (Kim Chae-won, Lee Na-eun, Rachel, Lee Jin-sol)                     | Lovelyz (Lee Mi-joo, Kei, Ryu Su-jeong, Jeong Ye-in)                                   | April (180:120)                   | 1.4%                               |
| 7   | 31 de agosto     | Monsta X (Shownu, Minhyuk, Kihyun, Joohoney)                              | Whitening (Sénior-dols)                                                                | Monsta X (100:50)                 | 1.1%                               |
| 8   | 7 de septiembre  | Red Dragon (Sénior-dols)                                                  | SF9 (Inseong, Jaeyoon, Hwiyoung, Chani)                                                | Red Dragon (120:20)               | 2.0%                               |
| 9   | 14 de septiembre | Andy & Teen Top Andy (Shinhwa), Teen Top (Niel, Ricky, Changjo)           | Sénior-dols                                                                            | Andy & Teen Top (120:100)         | 1.4%                               |
| 10  | 21 de septiembre | Sénior-dols                                                               | Pink Idol Squad Ha Sung-woon, Jeong Se-woon, UP10TION (Lee Jin-hyuk, Kim Woo-seok)     | Sénior-dols (50:40)               | 1.6%                               |
| 11  | 28 de septiembre | Sénior-dols                                                               | Trot-dols Park Hyun-bin, Ryu Ji-kwang, Roh Ji-hoon, Hwang Yun-sung (Romeo)             | Trot-dols (80:100)                | 2.0%                               |
| 12  | 10 de octubre    | Annou-dols Jo Woo-jong, Kim Il-joong, Lee Ji-ae, Oh Jeong-yeon            | Sénior-dols                                                                            | Sénior-dols (50:70)               | 1.4%                               |
| 13  | 17 de octubre    | Innocent-dols Shin Ji (Koyote), Yubin, Kim Nam-joo (Apink), Solji (EXID)  | Sénior-dols                                                                            | Innocent-dols (60:40)             | 1.2%                               |
| 14  | 24 de octubre    | Sénior-dols                                                               | AB6IX                                                                                  | AB6IX (50:60)                     | 1.3%                               |
| 15  | 31 de octubre    | Sénior-dols                                                               | IZ*ONE (Sakura Miyawaki, Choi Ye-na, An Yu-jin, Jang Won-young)                        | IZ*ONE (20:40)                    | 1.2%                               |
| 16  | 7 de noviembre   | Sénior-dols                                                               | TWICE (Momo, Sana, Dahyun, Tzuyu)                                                      | Sénior-dols (50:30)               | 1.2%                               |
| 17  | 14 de noviembre  | Mamamoo                                                                   | Sénior-dols                                                                            | Mamamoo (110:0)                   | 1.2%                               |
| 18  | 21 de noviembre  | Sénior-dols                                                               | NCT (Doyoung, Jungwoo, Haechan, Chenle)                                                | Sénior-dols (80:60)               | 1.1%                               |
| Ep. | Fecha de emisión | Invitado (s)                                                              | Invitado (s)                                                                           | Equipo ganador (Puntuación Final) | Índices (Nielsen Corea) (Nacional) |
| Ep. | Fecha de emisión | Dirigido por Jang Sung-kyu                                                | Dirigido por Kim Jong-min                                                              | Equipo ganador (Puntuación Final) | Índices (Nielsen Corea) (Nacional) |
| 19  | 28 de noviembre  | Sénior-dols                                                               | Junior-dols Weki Meki (Choi Yoo-jung, Kim Do-yeon), fromis 9 (Jang Gyu-ri, Roh Ji-sun) | Junior-dols (40:120)              | 1.4%                               |
| 20  | 5 de diciembre   | Sénior-dols                                                               | Got7 (Jackson, Jinyoung, BamBam, Yugyeom)                                              | Sénior-dols (80:30)               | 1.2%                               |